# Serica silviae
Serica silviae är en skalbaggsart som beskrevs av Ahrens 2009. Serica silviae ingår i släktet Serica och familjen Melolonthidae. Inga underarter finns listade i Catalogue of Life.